# Holothrix thodei
Holothrix thodei är en orkidéart som beskrevs av Robert Allen Rolfe. Holothrix thodei ingår i släktet Holothrix och familjen orkidéer. Inga underarter finns listade i Catalogue of Life.